# Сергеев, Игорь Александрович
Игорь Александрович Сергеев (14 августа 1960, Ленинград — 20 ноября 2016, Санкт-Петербург) — российский актёр театра и кино, получивший популярность после роли в картине «Овсянки».

## Биография
Родился 14 августа 1960 года в Ленинграде в семье простых рабочих, но уже с детства мечтал об актёрской профессии. Родители поддержали выбор сына. Окончив школу, Сергеев стал изучать актёрское мастерство в родном городе и, будучи студентом ЛГИТМиК на курсе Ларисы Малеванной, хорошо зарекомендовал себя. А после выпуска сразу началась его карьера.
Сперва Сергеев трудился на сцене Театра имени Комиссаржевской, затем перешёл в театр Малышицкого, а в 1992 году он дебютировал в кино, в ленте «Чекист». Но не все дальше шло гладко: начало съемок ознаменовалось скандалом, так как Игорь Сергеев решил, что ему досталась не та роль, которую он заслуживает. Это привело к конфликту с режиссёром. Вверх карьера Сергеева пошла, когда он осознал допущенную ошибку и пересмотрел свое мнение.
Сергеев играл как главных персонажей, так и второстепенных. Среди важных работ — роль фотографа Аиста в российской эротической драме режиссёра Алексея Федорченко «Овсянки».
Также он снялся в фильмах «Город особого назначения» (2015) в команде с Марком Гавриловым, Георгием Маришиным, Марией Капустинской, Максимом Белбородовым, Дмитрием Ткаченко, «Sex, кофе, сигареты» режиссёра Сергея Ольденбурга-Свинцова, социальной драме «Левиафан» Звягинцева, российско-французской ленте «Распутин», и многих других.
Ушёл из жизни 20 ноября 2016 года.

## Фильмография
- Матрёшка (2016)
- Город особого назначения (сериал, 2015)
- Sex, кофе, сигареты (2014)
- Левиафан (2014)
- Распутин (2013)
- Анна Герман. Тайна белого ангела (сериал, 2012)
- Четвёртое измерение (2012)
- Хроноглаз (короткометражка, 2011)
- Очкарик (ТВ, 2011)
- Беглец (сериал, 2011)
- Распутин (ТВ, 2011)
- Эксперимент 5ive: Тайна (короткометражка, 2011)
- Овсянки (2010)
- Блудные дети (сериал, 2009)
- Мамочка, я киллера люблю (сериал, 2008)
- Слепой 3: Программа убивать (сериал, 2008)
- Дорожный патруль (сериал, 2008)
- Литейный, 4 (сериал, 2008)
- Изгнание (2007)
- Столыпин… Невыученные уроки (сериал, 2006)
- Гадкие лебеди (2006)
- Меченосец (2006)
- Эшелон (сериал, 2005)
- Морские дьяволы (сериал, 2005—2007)
- Улицы разбитых фонарей 7 (сериал, 2005)
- Своя чужая жизнь (ТВ, 2005)
- Потерявшие солнце (мини-сериал, 2005)
- Принцесса и нищий (сериал, 2004)
- Бункер (2004)
- Крот 1 (сериал, 2001)
- Улицы разбитых фонарей 3 (сериал, 2000)
- Убойная сила (сериал, 2000—2005)
- Секретная боль (1999)
- Улицы разбитых фонарей (сериал, 1997)
- Особенности национальной охоты (1995)
- Акт (1993)
- Чекист (1992)